# Poema
Poema – tango napisane około 1935 roku; międzynarodowy szlagier tego okresu.  Muzyka Eduardo Bianco (1892-1959) i Mario Melfi, słowa Mario Melfi i Eduardo Bianco.   
Poema była pierwszy raz grana w Hamburgu przez orkiestrę Bianco. Melodia jest zapożyczona z innych, anonimowych, źródeł; według innej wersji melodia Poemy została napisana przez grupę muzyków w czasie podróży pociągiem.   Wersja nagrana przez Francisco Canaro jest jedną z najbardziej znanych. 
W Polsce Poema (Poemat) była nagrana w 1934 przez Stefana Witasa z orkiestrą Warsaw Odeon.